# Клітор

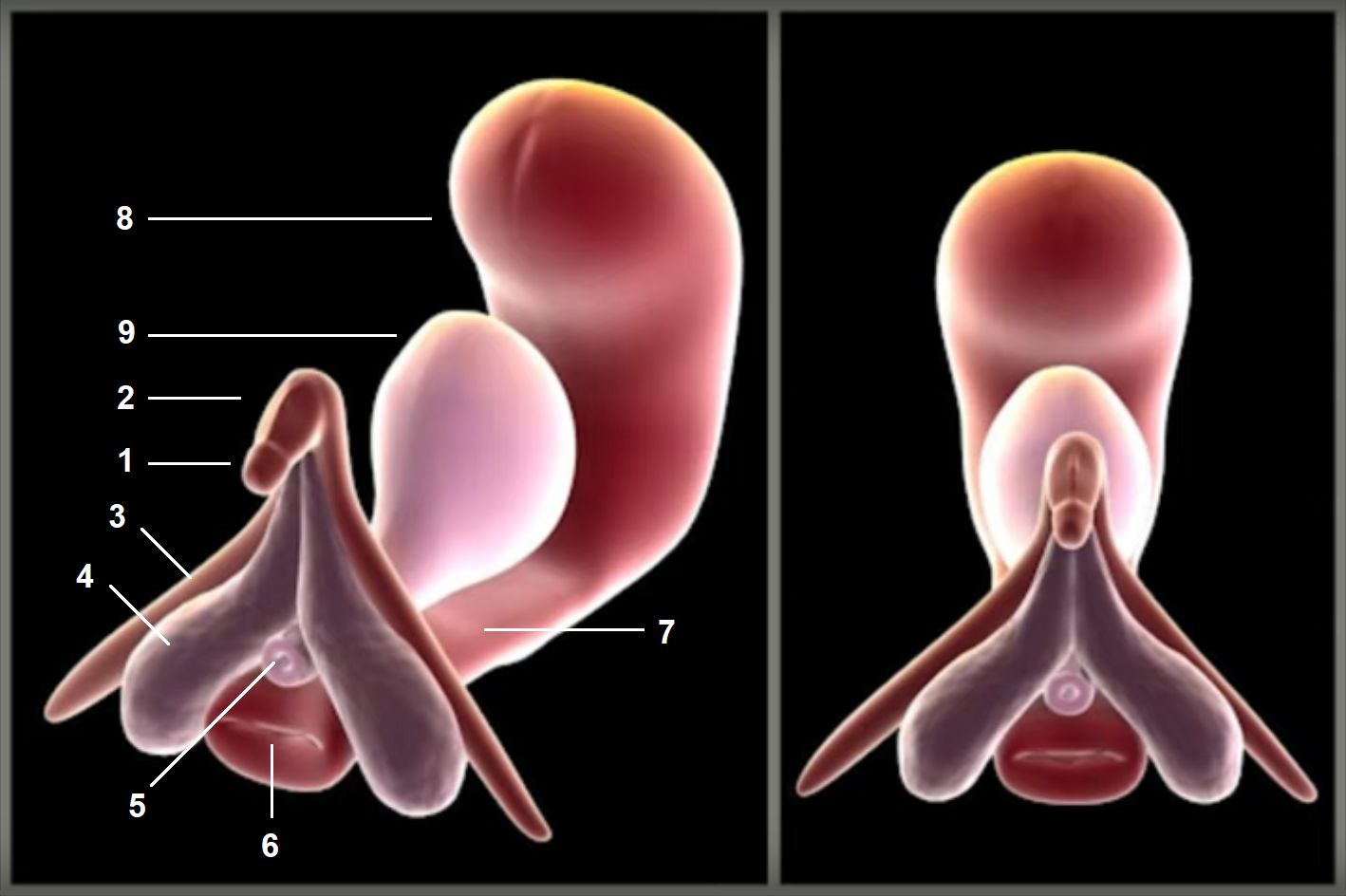
Тривимірна репрезентація клітора Гелен О'Коннелл. 1 — голівка клітора; 2 — тіло клітора; 3 — ніжки клітора; 4 — кліторальні (вестибулярні) цибулини (цибулини присінка); 5 — уретра; 6 — вагінальний отвір; 7 — вагіна; 8 — матка; 9 — сечівник.

Клі́тор (лат. clitoris) — еректильна частина внутрішніх та зовнішніх жіночих геніталій, що забезпечує оргазм. Клітор має високу чутливість, є головною ерогенною зоною в жіночому тілі і єдиним органом, призначеним винятково для сексуального задоволення. Печеристі ніжки клітора охоплюють вагіну, зсередини якої пеніс непрямо стимулює клітор при статевому акті. Голівка клітора, захищена каптуром, міститься у вульві і має понад 8000 нервових закінчень (рецепторів) у центрі і біля 4000 з боків. За статистикою, 70-80 % жінок потребують пещення клітора (насамперед, прямої стимуляції голівки) для досягнення оргазму.
Науково визнали клітор анатомічним гомологом пеніса і його подібне значення для досягнення оргазму, лише у 1960-х.
Клітор складають 17 структур, які докладно описані в 1981 році медикинями-феміністками. Зовнішня його частина (голівка клітора з каптуром та вуздечкою) значно менша від внутрішньої (тіло клітора, дві ніжки (печеристі тіла клітора) та дві кліторальні цибулини). Сальні залози, на які багатий клітор, виділяють смегму.
Розмір голівки клітора від 4-5 мм до 2 см (при кліторомегалії може сягати розмірів пеніса). Діаметр голівки від 2 до 20 мм. Повні розміри тіла клітора з голівкою і ніжками є значно більшими[якими?].
Хоча клітор був відомий медицині з ІІ ст. н. е., його справжній розмір і анатомію, відкрила 1990 року австралійська урологиня Гелен О'Коннелл (англ. Helen O'Connell), МРТ-дослідженням живих тканин виявивши, що об'єм печеристих тіл клітора вдесятеро більший, ніж вказували до того анатоми і гінекологи, вважаючи всім клітором, лише його зовнішню частину: голівку і каптур.
Те, що звуть пещенням ерогенних точок і вагінальним оргазмом, є стимуляцією й оргазмом кліторальних утворень.

## Історія дослідження
Клітор був предметом уваги людей ще до нашої ери (Різдва Христового), вже тоді деякі лікарі вважали його відповідником чоловічого пеніса. Але більшість лікарів і науковців, що були чоловіками, не надавали уваги органові, який не мав значення для дітонародження і чоловічого задоволення. Внаслідок цього, згодом історія медицини пережила низку «відкриттів» і «перевідкриттів» клітора, його будови та призначення. Справжнє улаштування та розміри клітора, відкриті лише у 1990 році (увесь час до цього клітором вважалась лише його зовнішня частина — голівка та каптур, а розміри вважалися вдесятеро меншими за справжні).
У II ст. н. е. Клавдій Гален вважав жіноче тіло «вивернутим навиворіт» чоловічим, вагіну — «вивернутим» пенісом, а клітору місця у цій системі не було. Його праці вважалися класикою протягом всього Середньовіччя, і подібні погляди, сприйняті послідовниками, панували впродовж Середньовіччя і Відродження аж до Нового часу.
Лесбійки Древньої Греції, «трибади» (гр. τριβάδος) практикували секс прямою стимуляцією голівки клітора тертям (трибадизм). Одне з пояснень поширення гомосексуальності на Лесбосі приписувало його мешканкам збільшені клітори, які використовувалися як пеніс.
У ХІ ст. Костянтин Африканський у трактаті Liber de coitu («Книга про зносини») кілька разів згадує клітор.
У ХІІІ ст. Альберт Великий, розуміючи необхідність показати відповідність чоловічих та жіночих статевих органів, відзначає, що Арістотель не описує докладно клітора. Альберт Великий приділяє рівну увагу чоловічим та жіночим геніталіям, уживаючи авіценнівське virga щодо клітора і пеніса. Попри його зусилля урівняти пеніс і клітор, в науці концепція не закріплюється.
У творі 1520 року «Conciliator differentiarum philosophorum et medicorum» («Узгодити суперечності між філософами та медиками») італійський філософ та лікар П'єтро д'Альбано писав, що тертя «верхнього отвору» (ōrificium superius) біля лобка викликає збудження жінок, сам клітор, проте, не згадуючи.
1545 року, анатом Шарль Етьєн першим з учених нашої ери згадав клітор у праці з анатомії, заснованій на розтинах, проте приписав органу сечовипускне завдання.
У 1559 році, ґрунтуючись на роботі Етьєна, викладач медицини в Падуї Реальдо Коломбо у книзі De re anatomica («Про справу анатомічну») описав клітор, назвавши «осереддям жіночого задоволення». Коломбо доходить висновку, що «оскільки ніхто ще не знає про ці частини та їхні призначення, якби я міг дати назву речам відкритим мною, вони мали б зватися коханням або солодкістю Венери».
1561 року, наступник Коломбо на посаді, анатом Габріело Фаллопіо, оприлюднив трактат «Observātiōnēs anatomicae» («Анатомічні спостереження»), у якому заперечив відкриття попередника: «Сучасні анатоми нехтували його… не казали жодного слова про нього… і якщо інші щось казатимуть про це, знайте — вони дізналися про це від мене або моїх учнів». Це спричинило неоднозначний відгук у європейській науковій спільноті.
Анатом XVI ст. Андреас Везалій взагалі заперечував наявність клітора у жінок, поділяючи думку Галена на жіноче тіло, як «вивернуте» чоловіче. По прочитанні робіт своїх учнів Коломбо та Фаллопіо він заявив: «Нерозумно ганити інших за їхнє незнання, ґрунтуючись на цьому дивацтві природи, яку ви спостерігали у деяких жінок; ця нова і некорисна частина навряд чи може бути приписана здоровій жінці…». І дійшов висновку: «Думаю, що подібна структура з'являється у гермафродитів, які іноді мають добре сформовані геніталії, як їх описує Павло Егінський, але я ніколи не спостерігав статевого члена у жінок (який Авіценна звав „альбарата“, а греки — збільшеною „німфою“ і вважали хворобою) або навіть його рудиментів».
Мало який анатом наважився б перечити Галену або Везалію. Плутанину вносила й безліч назв клітора. Так, Авіценна арабською звав його «альбарата» (у латинському перекладі virga, «прут»); Коломбо — «солодкістю кохання» (amoris dulcedo) або «сидінням похоті» (sedes libidinis), Гіппократ — «стовпчиком» (грец. στύλος, лат. columella), арабський лікар Альбукасіс — «напруга» (лат. — tentigo). Назви відбивали будову тіла і голівки, але переважно описували саме голівку. У латинській мові існувала і питома стара назва клітора — landica, але вона була вельми непристойною, через це не зустрічається у наукових текстах.
У XVII ст. з'являється виправдання для кліторідектомії (видалення клітора), спричинене уявленням про клітор як ознаку і причину гермафродитизму. Свою роль зіграло й те, що клітор звали словом «німфа» (nympha), яке викликало асоціації з німфоманією. Операцію з видалення голівки звали «німфотомією» («видаленням німфи») і виконували у випадках незвичайно великого клітора. Але розуміння «незвичайно великий» було вельми невизначеним і часто залежало від упереджень.
Данський анатом XVII ст. Каспар Бартолін спростував заяви Коломбо та Фаллопіо, стверджуючи, що вони не відкривали клітора — він був добре відомий медикам з ІІ ст.
Хоча лікарі XVII ст. радили подружнім парам прагнути оргазму для сприяння заплідненню, загального здоров'я та зміцнення стосунків, суперечки щодо важливості клітора тривали. Наприклад, у працях Реньє де Граафа у XVII ст. та Георга Кобельта у XIX ст.
Де Грааф у XVIII  ст. закидав Коломбу за спробу привласнити відкриття, його робота містила перші свідчення з анатомії клітора. «Не надивуєшся, що деякі анатоми приділяють йому таку увагу, начебто його взагалі ніколи не існувало», — писав він. — «У кожному тілі, яке ми розтинали, він чітко проглядається та промацується». Де Грааф підкреслив необхідність відрізнення «німфи» від клітора, обравши термін clitoris для уникнення плутанини. Термін прижився серед анатомів, але через те, що «німфа» ще вживався, це заплутало термінологію ще більше. Нарешті слово «німфа» закріпилося за малими статевими губами.
У 1844 році анатом Георг Людвіг Кобельт публікує дослідження «Die männlichen und weiblichen Wollust-Organe des Menschen und einiger Säugetiere» («Чоловічі та жіночі органи сексуального збудження у людини та деяких інших ссавців»), яке містить всеосяжний та точний опис анатомії клітора.
Суперечки про те, чи потрібен оргазм жінкам, почалися у Вікторіанську добу під впливом фрейдизму. Фройд вважав, що дорослі жінки повинні відчувати тільки «вагінальний» оргазм. «Кліторальні» ж оргазми приписував дівчатам у період дозрівання, а у дорослих називав свідченнями про «незрілість».
1900 року, опис клітора внесено в славетний медичний підручник «Анатомія Грея», але вплив пуританства приводить до того, що в давніх роботах з анатомії клітора, які видавалися на початку XX ст., вилучали подробиці його будови.
В Енциклопедичному словнику Брокгауза і Єфрона (1890–1907) стаття «Клітор» існувала тільки як посилання на «Статеві органи», і далі на «Розмноження органи» і «Сечостатева система»: в останній, опису клітора призначено 4 рядки. У першому виданні «Великої медичної енциклопедії» під редакцією М. О. Семашка (1930 р.) клітору присвячена окрема стаття з докладним описом органа на двох сторінках із зображеннями.
Початок сучасного вивчення клітора пов'язують з іменами Вільяма Мастерса і Вірджинії Джонсон, які у 1966 році описали клітор, але у дуже заплутаному викладі, що спричинило малу увагу до цих описів.
1981 року, «Федерація феміністських клінік жіночого здоров'я» (Federation of Feminist Women's Health Clinics, FFWHC) надала докладні рисунки та описи 18-ти структур клітора. Попри ці дані анатомка і сексологиня Джозефіна Севлі (англ. Josephine Lowndes Sevely) у 1987 році, пише книжку «Секрети Єви або нова теорія жіночої сексуальності» (Eve's Secrets: A New Theory of Female Sexuality), де стверджує, що гомологом клітора є не сам пеніс, а лише його печеристі тіла («чоловічий клітор»), тоді як голівці пеніса, відповідають кліторальні цибулини.
1990 року, австралійська урологиня Гелен О'Коннелл (англ. Helen O'Connell) провела дослідження, які змусили переглянути уявлення про кліторальну анатомію. О'Коннелл звернула увагу на те, що описи жіночої сечостатевої анатомії ґрунтувалися на розтинах мертвих тіл, у яких тканини були вже спотворені і зіщулені. Тобто, необхідно дослідити живі тканини. Відкинувши роботи Кобельта, що вважалися найбільш поважними, О'Коннелл провела дослідження з використанням магнітно-резонансної томографії і виявила, що об'єм еректильної тканини клітора вдесятеро більший, ніж вказували анатоми доти.

## Етимологія

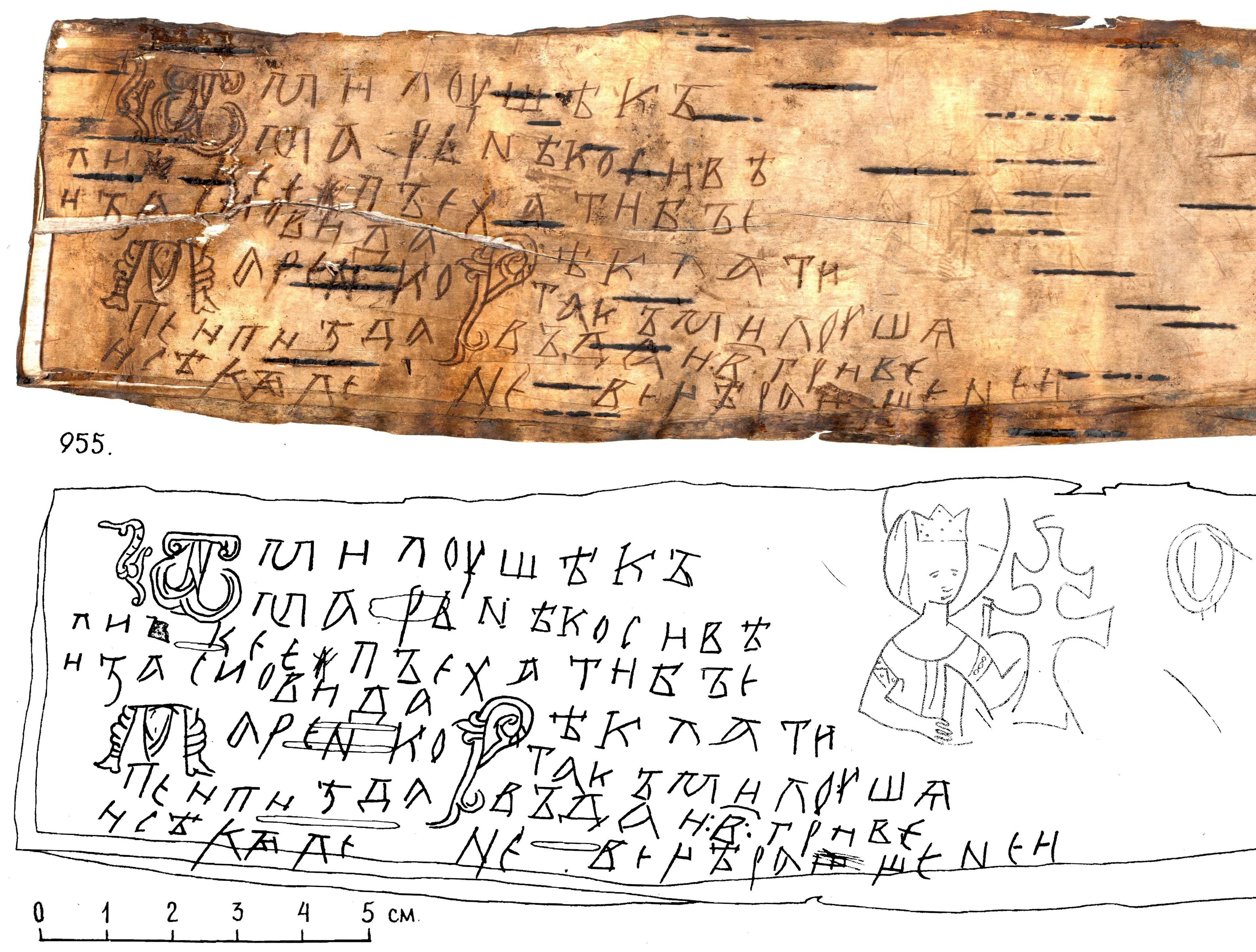
Слово «сѣкыле» («сикель») на новгородській берестяній грамоті № 955

В українській мові клітор є запозиченням з латинської: латинський медичний термін «clitoris» походить від дав.-гр. κλειτορίς, що, можливо, є похідним від κλείειν («закривати»), чи від κλειτοριάζω («лоскочу»), чи від κλίνω («схиляю»). Деякі тлумачать κλειτορίς просто як «горбок», але не відкидається, що давні греки могли скористатися грою слів («горбок-лоскотун»). Окрім запозиченого грецького слова, у латині було питоме слово landīca, яке, втім, вважалося непристойним.
Власне українська назва клітора «си́кель», «се́кель», «се́кіль» (зараз вважається непристойною). Це загальнослов'янське слово (новг. сѣкыль, рос. секиль) пов'язане, ймовірно, з «сикати», «сцати» («мочитися») і походить від прасл. *sikati — ітератива дієслова *sьcati < *sьkati: пор. лат. siat («він мочиться»), дав.-в.-нім. seichan («мочитися»), дав.-інд. siñcati («він виливає»), авест. hinčaiti, hičaiti (так само). Ймовірно, така назва виникла унаслідок помилкової думки, що жінки мочаться («сикають») через клітор, а не через близьку до нього уретру. Поряд зі словом «сикель», відомі й інші позначення органа: «линди́к» (походить від рум. lindik, яке, у свою чергу, є похідним від того ж латинського landīca), «семе́н», «качка», «ско́ботень», «пипоть», «похітливець», «розкі́шниця».

## Розвиток і гомологія

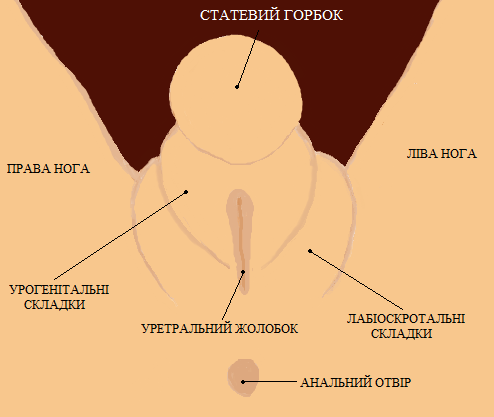
Статевий горбок, 9-11 тижні

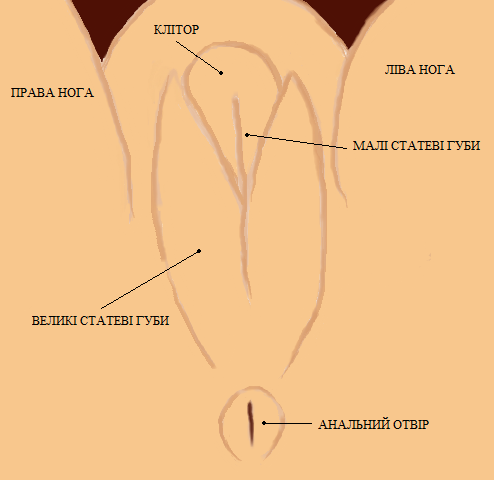
Геніталії жіночого ембріона, 17 тиждень

Зовнішні частини пеніса і клітора (голівка)

Зовнішні жіночі геніталії розвиваються під час ембріонального розвитку зі статевого горбка (tuberculum genitale) з навколишніми тканинами під впливом естрогену та інших гормонів організму матері. З цієї ж структури розвиваються й чоловічі зовнішні геніталії, отже, геніталії чоловіків та жінок є гомологічними. Клітор розвивається починаючи з шостого тижня вагітності. Його оточують урогенітальні брижі, які своєю чергою оточені лабіоскротальними складками. На 13-17-му тижні, статевий горбок розвивається у клітор, урогенітальні складки перетворюються на внутрішні статеві губи, а лабіоскротальні — на зовнішні статеві губи. Уретральний жолобок (сечостатевий синус), розташований під статевим горбком, розвивається у переддвер'я вагіни.
| Жіночі статеві органи                        | Чоловічі статеві органи                            |
| -------------------------------------------- | -------------------------------------------------- |
| Клітор                                       | Пеніс                                              |
| Голівка клітора                              | Голівка пеніса                                     |
| Каптур клітора                               | Крайня плоть пеніса                                |
| Вуздечка кліторального каптура               | Вуздечка крайньої плоті пеніса                     |
| Печеристе тіло і ніжки клітора               | Печеристі тіла пеніса                              |
| Кліторальні (вестибулярні) цибулини/присінку | Непарне губчасте тіло пеніса (цибулина пеніса)     |
| Підвісна зв'язка клітора                     | Підвісна зв'язка пеніса                            |
| Уретра                                       | Уретра                                             |
| Парауретральні (малі вестибулярні) залози    | Простата (передміхурова залоза)                    |
| Бартолінові (великі вестибулярні) залози     | Куперові (бульбоуретральні) залози в основі пеніса |
| Малі статеві губи                            | Губчаста частина сечівника[уточнити]               |
| Великі статеві губи                          | Мошонка, покривна шкіра пеніса                     |
| Вагіна                                       | Чоловіча маточка                                   |
| Фаллопієві труби                             | Привіски придатка яєчка                            |
| Придатки яєчника                             | Сім'явипорскувальна протока                        |

## Будова

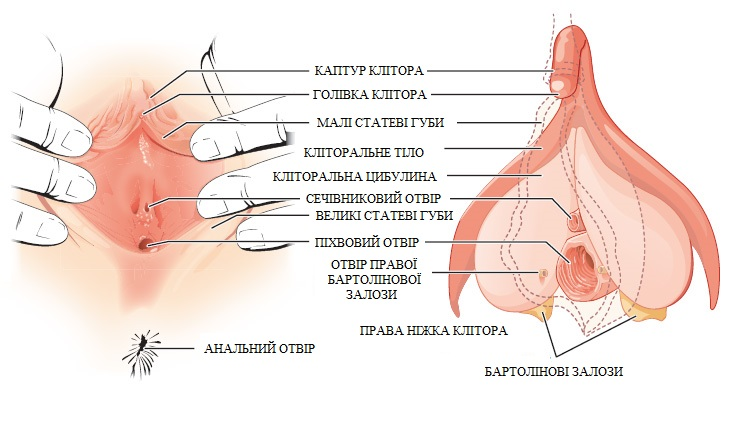
Будова клітора та вихід його частин у вульву

Всю свою історію медицина відносила клітор до складових вульви, хоча основна його частина розміщена у глибині тіла, а назовні виступає лише голівка з каптуром, розташована в передньому склепінні статевих губ. Печеристі тіла клітора закінчуються голівкою клітора з каптуром на дистальному кінці.
Клітор складається з трьох частин:
- верхня — голівка клітора (glans clitoridis) з каптуром клітора та вуздечкою клітора,
- середня — тіло клітора (corpus clitoridis),
- нижня — дві ніжки клітора (crura clitoridis) та дві кліторальні (вестибулярні, присінкові) цибулини[20] (bulbi vestibuli) — парні утворення між тілом клітора, сечівником і вагіною.

Клітор має підвісну зв'язку. Печеристі тіла клітора оточені щільною білковою оболонкою (tunica albuginea) і складаються з комірок, розділених трабекулами, складених зі сполучної тканини і гладком'язових клітин. Тканина клітора складається з численних васкулярних проміжків зі здебільшого васкулярним епітелієм. Нещодавні (2006 рік) дослідження показали, що тканини клітора поширюються у передню стінку вагіни.
Із патологічним збільшенням клітора (кліторомегалії), розміри голівки можуть бути порівняні з розмірами пеніса.

### Голівка, каптур, вуздечка

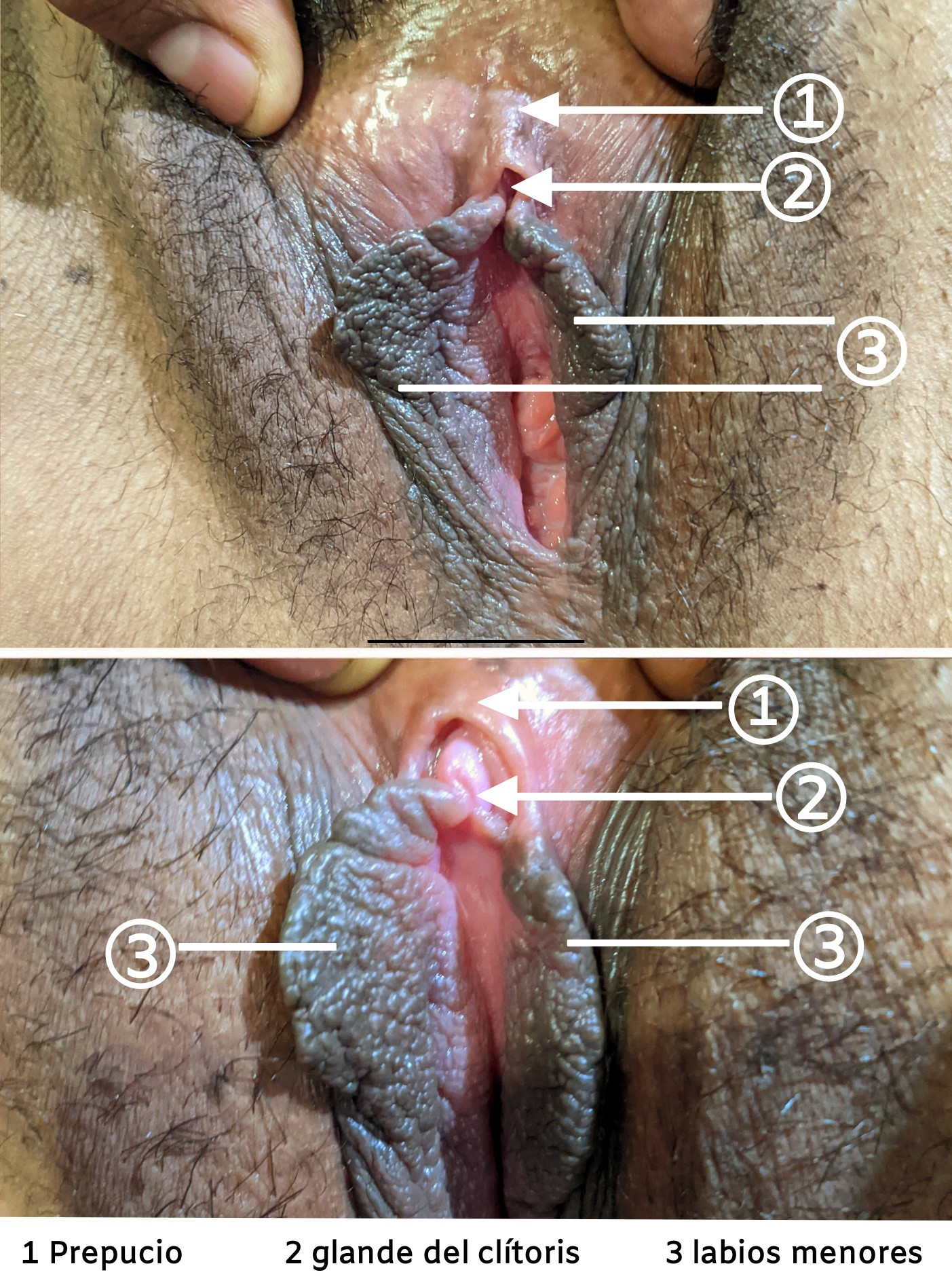
Зовнішня частина клітора: 1 — каптур, 2 — голівка, 3 — малі губи

Оскільки більша частина кліторальних тканин схована глибоко у тілі, під клітором найчастіше розуміють його голівку. Голівка клітора являє собою фіброваскулярний ковпачок на кінчику тіла клітора, що виступає горбком розміру до 1 см у вульву, в передню спайку статевих губ, під лобком. Голівка має понад 8 000 нервових закінчень, для захисту яких від надмірної стимуляції захищена складкою шкіри — каптуром клітора. У деяких жінок голівка може бути збільшена та значно виступати зі статевих губ (кліторомегалія). Чоловічий гомолог — голівка пеніса.
Каптур клітора (preputium clitoridis) — утворений латеральними ніжками малих статевих губ, які огинають його. Під клітором міститься передня спайка малих статевих губ. Каптур зазвичай вільно ковзає поверхнею голівки клітора, не натираючи її, у деяких жінок нерухомо прикріплений до клітора. Чоловічий відповідник (гомолог) — крайня плоть пеніса.
Вуздечка клітора (frenulum clitoridis) — шкіряна складка, яка з'єднує передні кінці малих статевих губ з нижньою поверхнею клітора. Утворена медіальними ніжками малих статевих губ. Гомолог — вуздечка пеніса.

### Тіло та ніжки клітора

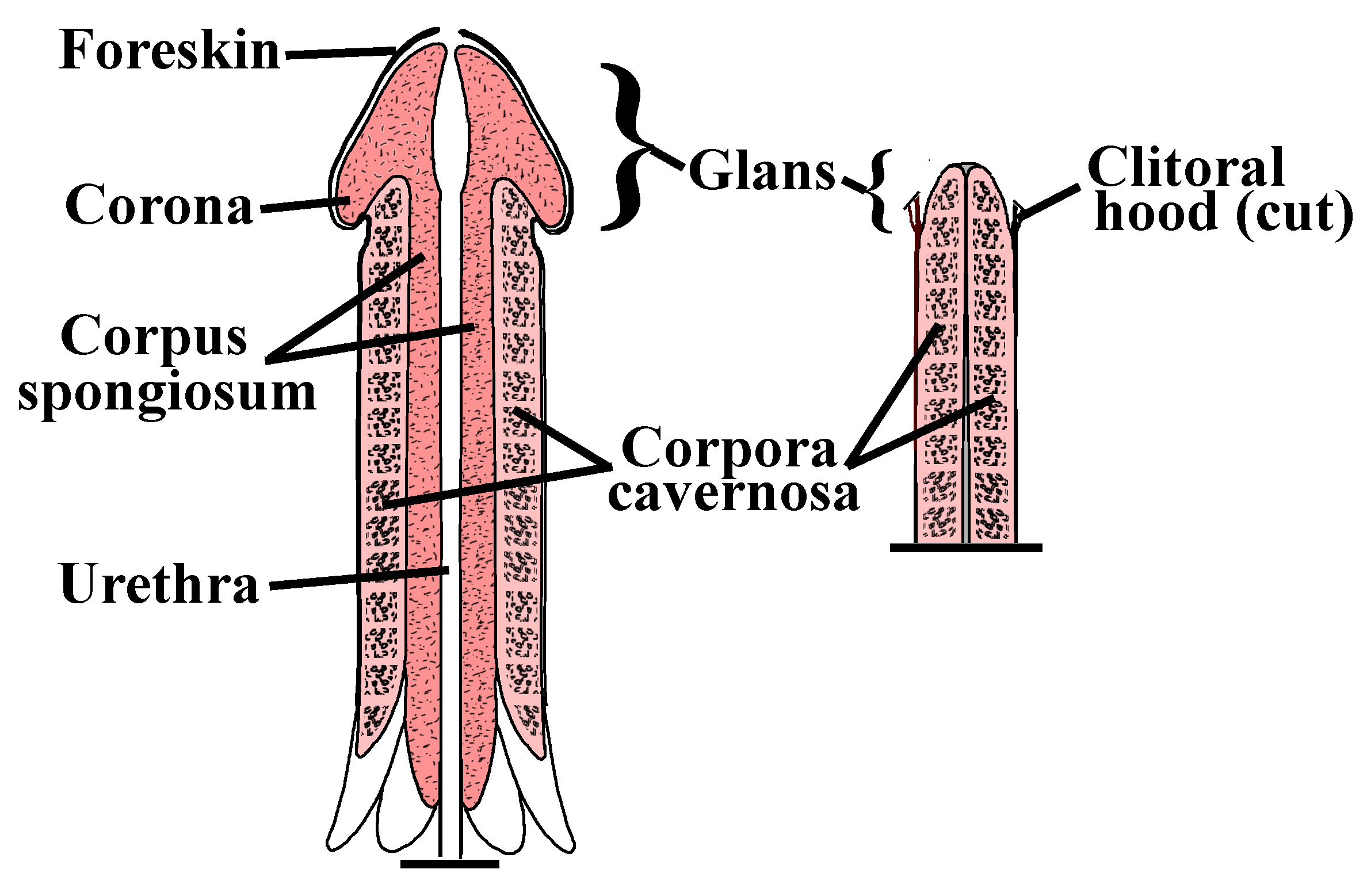
Печеристі тіла у пенісі та кліторі

Тіло клітора утворене двома печеристими тілами клітора (corpora cavernosa clitoridis), розділеними сполучнотканинною перегородкою і покритими ззовні щільною білковою оболонкою. Печеристі тіла складаються з еректильної тканини, здатної наповнюватися кров'ю під час сексуального збудження, забезпечуючи ерекцію клітора.
З'єднані у тілі клітора, печеристі тіла, далі розходяться у боки та утворюють ніжки клітора, які лежать позаду від тіла. Ніжки оточені сіднично-печеристими м'язами (musculi ischiocavernosi), які під час сексуального збудження затискають вени клітора, замикаючи кров у печеристих тілах. Між ніжками клітора розташовані сечівник і вагіна, а зсередини до них прилягають присінкові (кліторальні) цибулини. Дистальні ділянки обох ніжок кріпляться до окістя нижніх гілок лобкової кістки.

### Кліторальні цибулини
Вестибулярні цибулини(bulbi vestibuli), цибулини присінка або цибулини клітора — складаються з густого сплетіння судин, оточених сполучною тканиною і пучками гладком'язових клітин.
Права (bulbus dexter) і ліва (bulbus sinister) цибулини розташовані по боках вагінального отвору і з'єднані тоншою спайкою (commissura bulborum) між виходом уретри і голівкою клітора. Бічні частини цибулин злегка сплющені і містяться в основі великих статевих губ, прилягаючи задніми кінцями до бартолінових залоз (glandulae vestibulares majores). Ззовні цибулини покриті пучками цибулинно-губчастого м'яза. Вважалося, що на відміну від губчастого тіла пеніса, тісно зв'язаного з печеристими тілами і сечівником, цибулини присінку чітко відмежовані від клітора, зовнішнього отвору сечівника і переддвер'я вагіни. Проте недавнє патолого-анатомічне дослідження показало, що у жінок репродуктивного віку цибулини присінка тісно зв'язані з нижньою частиною вагіни, сечівником і печеристими тілами клітора.
У репродуктивному віці об'єм еректильної тканини багато більший, ніж після менопаузи.
Чоловічий гомолог за будовою та походженням — непарне губчасте тіло пеніса.

### Іннервація

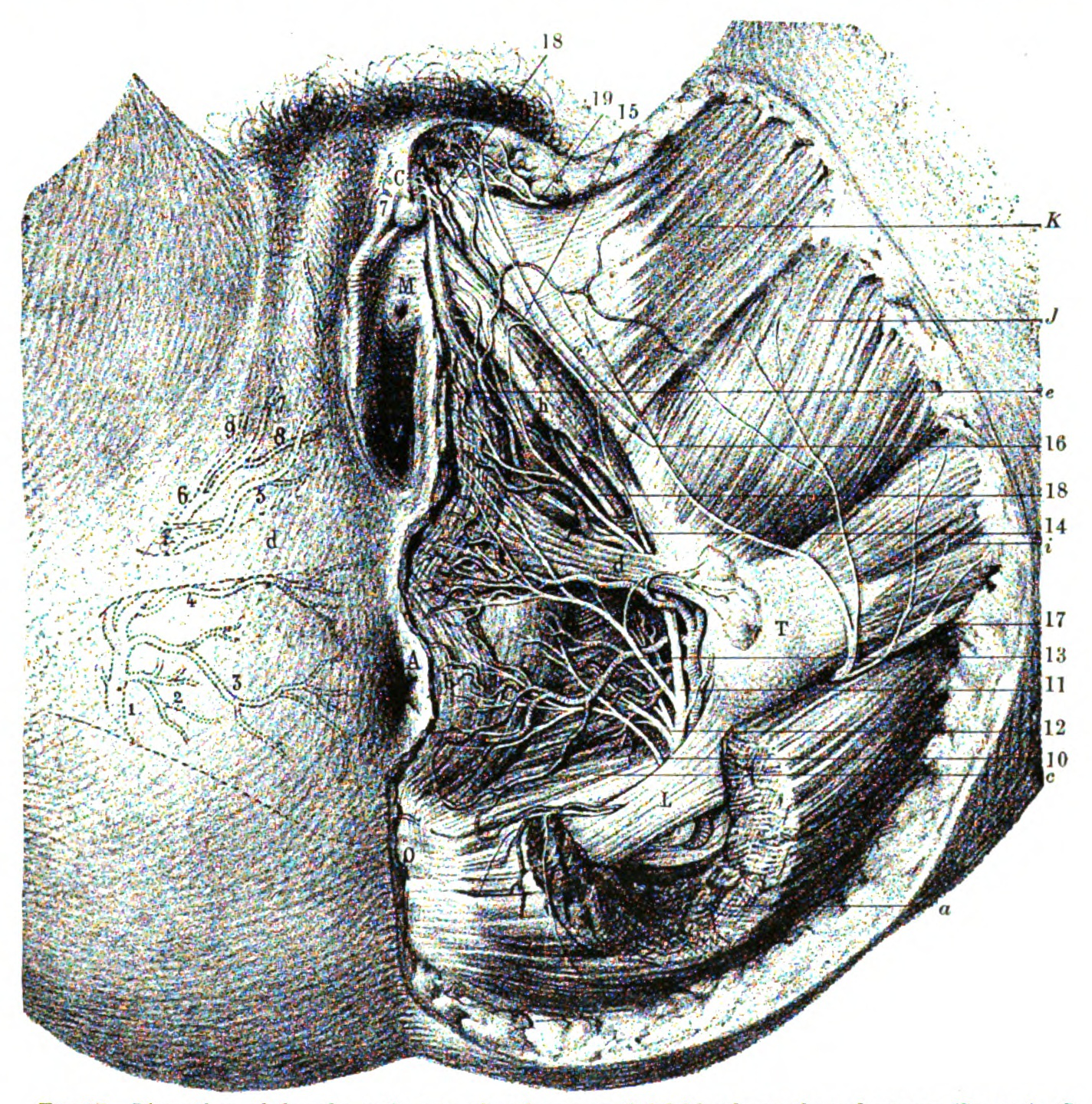
Кровопостачання геніталій жінки

Клітор дуже багатий на нервові закінчення, особливо його голівка, тож чутливий до дотику, тиску і коливань температури.
На відміну від чоловіків, у яких нерви, що відповідають за оргазмічні відчуття, розташовані в основі пеніса, у жінок ця інервація має ширше охоплення, утворюючи густу мережу навколо вагіни, прямої кишки і вульви. Окрім того, розташування цих нервів, значно різниться між окремими жінками.
Вегетативну іннервацію клітор отримує з верхнього підчеревного (лат. plexus hypogastricus superior), а потім з нижнього підчеревного сплетіння (лат. plexus hypogastricus inferior). Ці сплетіння утворені симпатичними волокнами, що йдуть від сегментів Th1-L3 спинного мозку, а також парасимпатичними волокнами, що йдуть від сегментів S2-S4 (крижових). Гілки нижнього підчеревного і крижових нутрощевих нервів утворюють матково-вагінальнее сплетіння, яке лежить у навколоматковій клітковині біля основи широкої зв'язки матки, по боках від надвагінальної частини шийки матки. Від цього сплетіння відходять нерви печеристих тіл клітора.
Чутливі нерви клітора ведуть зі своїх закінчень у шкірі, зливаються у дорсальний нерв клітора (18), а потім йдуть у складі статевого нерва (11) до крижових відділів спинного мозку.
У кліторі є безліч генітальних тілець (інкапсульованих закінчень нервових волокон), а також дотикальних тілець (тілець Мейсснера), дотикальних менісків (дисків Меркеля), пластинчастих тілець (тілець Пачині) і вільних нервових закінчень.

### Кровопостачання
Клітор і вестибулярні цибулини забезпечуються кров'ю з кінцевих гілок внутрішньої статевої артерії (1 і 6), які відходять після виходу артерії з пудендального каналу: дорсальної і глибокої артерій клітора і артерії вестибулярних цибулин. Під час збудження печеристі тіла клітора наповнюються кров'ю. Венозна кров клітора відтікає парними дорсальними глибокими венами клітора до сечоміхурового венозного сплетіння і глибокою веною клітора до внутрішньої статевої вени. Вени цибулин присінку вливаються у внутрішню статеву вену і нижні прямокишкові вени.
Система забезпечення клітора кров'ю, гомологічна системі кровопостачання пеніса.

## Фізіологія та функції
Те, що звуть вагінальним оргазмом і стимуляцією ерогенних точок, є стимуляцією й оргазмом кліторальних структур.

### Біологічна роль клітора
Питання про біологічну роль клітора досі нерозв'язане. З одного боку, він може бути рудиментом, аналогічно тому, як чоловіча маточка є залишком Мюллерових каналів.
Припускають, що клітор разом з жіночим оргазмом може бути біологічною адаптацією, яка сприяє статевому добору. Дослідниці-жінки (такі як Helen Fisher, Meredith Small, Sarah Blaffer Hrdy) стверджують, що кліторальний оргазм є сам по собі закономірним еволюційною адаптацією, разом з супутніми особливостями жіночої статевої поведінки та статевої еволюції. З огляду на малопомітність клітора укупі з його винятковою чутливістю, його розглядають як орган статевого відбору чоловіків жінками.
При цьому аналогія з молочними залозами і сосками чоловіків трактує сам клітор як боковий ефект природного відбору — похідну від спільного шляху розвитку. Американська філософ-біолог Елізабет Ллойд розглядає клітор як онтогенетичний залишок: жінки відчувають оргазми через те, що людська сечостатева нейрофізіологія розвилася в процесі еволюції в чоловіків, наслідки чого проявляються й у жінок.
На конференції 2002 року «Канадського товариства жінок від філософії» (Canadian Society of Women in Philosophy), докторка Ненсі Туана (Nancy Tuana) заявила, що «для дітонародження клітор некорисний, а замовчували його тільки через страх перед сексуальним задоволенням. Це задоволення було чимось окремим від дітонародження, тому-то воно й лякало». Гелен О'Конелл стверджує, «це йде від суперництва між статями, від погляду, що одна стать є сексуальною, а друга дітородною. Насправді обидві є і тим і іншим». Вона повторює, що присінкові цибулини вочевидь є частиною клітора, а дистальні частини сечівника та вагіни також є спорідненими з ним структурами, незважаючи на їхню нездатність до ерекції. Вони формують єднання тканин з клітором, яке грає велику роль у жіночій сексуальності та оргазмі.

### Забезпечення оргазму
Величезна кількість нервових закінчень робить клітор головною ерогенною зоною у жіночому тілі. Він виконує подвійну роль — рецептора і перетворювача сексуальних стимулів, причому його головною функцією є викликання і підтримка сексуального напруження жінки.
За статистикою, 70-80 % жінок потребують стимуляції клітора (насамперед, прямої стимуляції голівки) для досягнення оргазму. Непрямої стимуляції (зсередини вагіни через вагінальні стінки) достатньо певній частині жінок. Стінки вагіни нездатні реалізувати оргазм, оскільки вони менш іннервовані (і, відповідно, менш чутливі). Адже крізь вагіну має проходити плід при пологах, що за іннервації вагіни, достатньої для досягнення оргазму, призводило б до смерті жінок від больового шоку.
Стимуляція клітора може бути першим жіночим сексуальним досвідом, адже жінки зазвичай з осторогою ставляться до першого вагінального сексу через дефлорацію, ризики вагітності й ІПСШ, а також сакралізацію цноти.

#### «Вагінальний» і «кліторальний» оргазми
Хоча існування клітора і його сексуальну роль розуміли ще у стародавні часи, офіційна медицина тривалий час вважала вагіну єдиним органом жіночого оргазму. На боці подібних поглядів були традиційні уявлення, які вважали вагіну «справжнім» жіночим органом, відповідником пеніса, а клітор — рудиментом, зайвим «чоловічим» органом у жіночому тілі. У чоловічому організмі «жіночою частиною» вважалась крайня плоть (звідси, за деякими припущеннями, йде і традиція обрізання). Свою роль у закріпленні подібних поглядів зіграв психоаналіз Фройда, який вважав, що жінки підсвідомо заздрять чоловікам через наявність у них пеніса, отже, ніякої зовнішньої подібності пенісу в жіночому тілі бути не може.
Науково визнали клітор гомологом пеніса і його аналогічну роль у досягненні оргазму лише у 1960-х. Незабаром з'являються теорії про «вагінальний» і «кліторальний» оргазми в жінок, суперечки про існування двох типів жіночого оргазму не змовкали і у 2010-х.
Прибічники теорії вагінального оргазму і теорії двох типів оргазму концептуалізували відчуття жінок під час непрямої стимуляції клітора у вагінальному сексі «оргазмічними точками» у вагіні: U-точки у присінку, G-точки на передній стінці і A-точки на верхньому відділі, ближче до матки. Деякі припускали, що центром жіночого оргазму може бути промежина.
Чоловіки-науковці (такі як Стівен Джей Гулд та Дональд Сімонз) розглядали кліторальний оргазм як «явище, еволюційно побічне явищу чоловічого оргазму статевого члена». Отже, твердили вони, «кліторальний оргазм не може бути еволюційною адаптацією, бо його трудно досягнути». Гулд визнає, що «більшість жіночих оргазмів мають джерелом саме клітор, а не вагіну», і визнає важливість «кліторального» оргазму як «стрижневого елементу у жіночій сексуальності і задоволенні».
Суперечки щодо кількості нервових закінчень у вагіні почалися з оприлюднення результатів досліджень Альфреда Кінсі. Дані Кінсі про вирішальну роль клітора у жіночому задоволенні суперечили теорії Фройда, який розглядав кліторальний оргазм як явище притаманне підлітковому періоду, інфантильне. Опитавши тисячі жінок, Кінсі виявив, що більшість з них не мали «вагінального» оргазму. Дані анатомії підтверджували важливість клітора. На основі зібраних даних Кінсі розкритикував Фройдову теорію, яка переносить чисто чоловічі побудови на жінок, а також оголосив вагіну відносно марною для задоволення, посилаючись на факт, що «мало жінок вводять щось у вагіну при мастурбації». Певний, що «вагінальний» оргазм «фізіологічно неможливий» через незначну кількість нервових закінчень у вагіні, Кінсі доходить висновку, що «задоволення жінки від введення пеніса має більше психологічну основу чи, можливо, є результатом відчуттів з інших місць».
Дослідження Мастерса та Джонсон, а також Шир Гайт, у цілому підтвердили твердження Кінсі про жіночий оргазм. Мастерс і Вірджинія Джонсон першими виявили, що кліторальні структури поширюються і на статеві губи. Крім того, вони спостерегли, що «кліторальний» і «вагінальний» оргазми мають ті ж стадії реакцій організму, причому більшості їхніх складових можна досягнути тільки при кліторальному. Ґрунтуючись на цьому, Мастерс і Джонсон ствердили, що кліторальна стимуляція може приводити до обох типів оргазму. Оприлюднення результатів їхніх досліджень збіглося з другою хвилею фемінізму, і ці результати надихнули феміністок зруйнувати надуману грань між «видами» оргазму. Феміністка Анна Коедт (Anne Koedt) підкреслювала, що оскільки «чоловіки відчувають оргазм від тертя об вагіну», а не об область клітора, цей елемент жіночої анатомії залишався у тіні. У своєму відомому творі «Міф про вагінальний оргазм» (The Myth of the Vaginal Orgasm) вона пише: «Зараз, після анатомічних відкриттів, зроблених, зокрема, Кінсі, Мастерсом і Джонсон, з цим питанням все ясно», а також додає: «Причини, чому ця інформація замовчується, суспільні. Ми живемо у чоловічому суспільстві, яке не збирається нічого міняти у статевих ролях».

#### Ерекція клітора

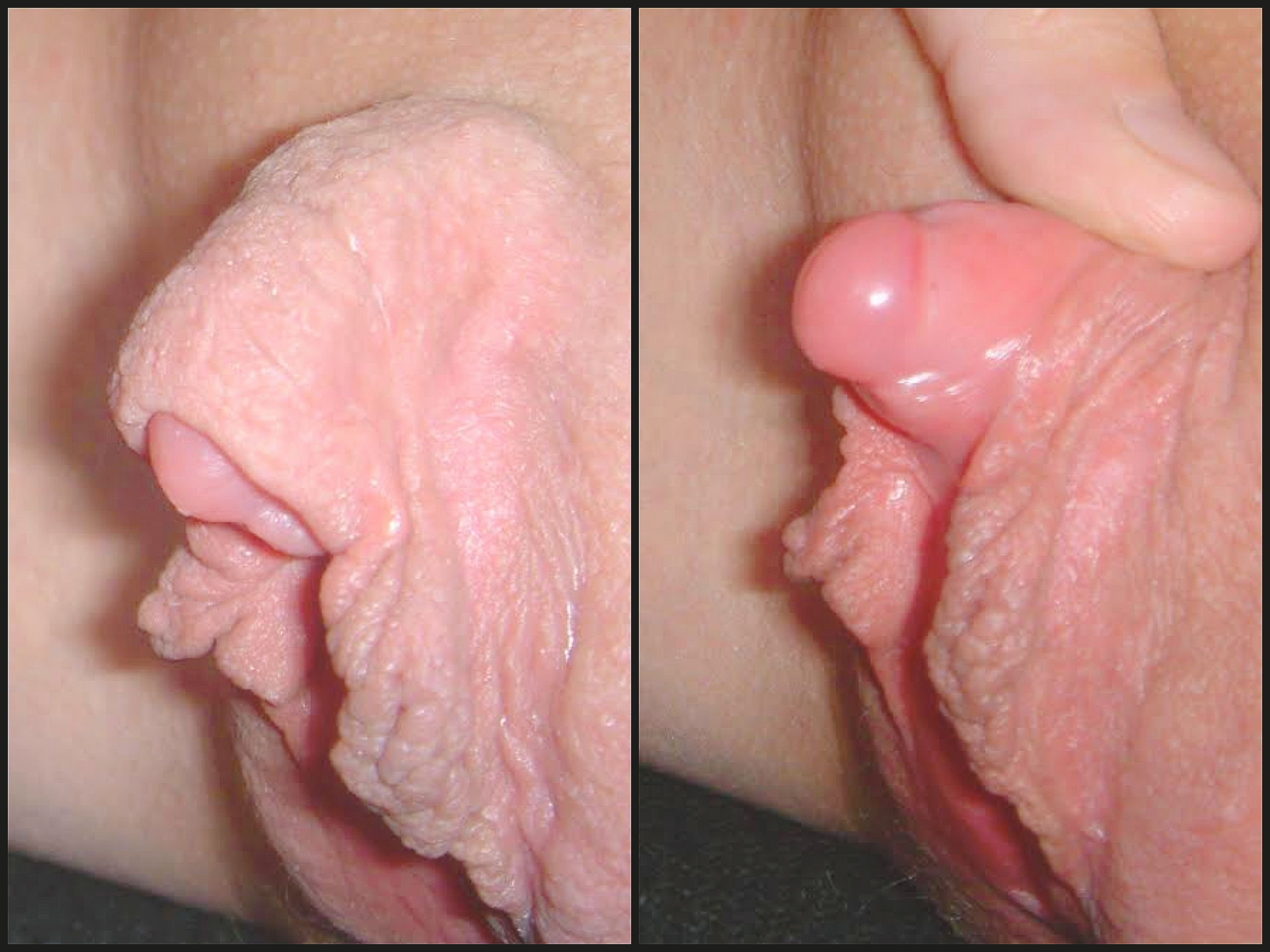
Ерекція клітора (під та без каптура)

Поверхня клітора чутливіша за пеніс завдяки більшій кількості нервових закінчень і вища, ніж у язика. З боків голівки у кліторі є близько 4 тис. нервових закінчень, у центрі — 8 тисяч. На початку збудження, доки клітор не ерегує повністю, рекомендується не торкатись його голівки, бо це може завдавати дискомфорту чи навіть болю.
Гомологом клітора в чоловічому організмі є пеніс, тому його ерекція та розміри відрізняються від пеніса незначно (основна ерекція відбувається в глибині тіла і відчувається як G-точка, A-точка та U-точка).
Ерекція клітора є одною з головних реакцій сексуального збудження жінки. Реакція клітора проявляється через 20-30 секунд від початку стимуляції і лубрикації вагіни. Психологічний чинник має значення для пришвидшення реакції клітора. Під час збудження печеристі тіла наповнюються кров'ю, приплив якої до геніталій посилюється. Найвищий ступінь фізіологічної реакції клітора відмічений на фазі плато, коли, за допомогою підтримних зв'язок і коренів клітора його тіло відтягається під передній край симфізу. При повній ерекції клітора його голівка висувається зі складок каптура і твердне. На фазі оргазму не відмічають помітної реакції клітора. Через 5-10 секунд після оргазму клітор повертається до нормальних розмірів, його розслаблення проходить швидше, ніж платформи оргазму.
Однозначної думки щодо залежності рівня сексуального збудження від розмірів клітора немає. Одні запевняють, що розмір ніяк не впливає.. Інші стверджують, що великий клітор здатен спричиняти сильніше збудження. За словами американського акушера-гінеколога доктора С. Оуклі, «можливо, більший клітор має більше нервових закінчень, і можливо, при прямому контакті та стимуляції він отримує більше відчуттів, що приводять до оргазму».
Жінки, що бажають пройти операцію транспереходу, повинні враховувати наслідки ймовірної втрати функціональності клітора.

#### Стимуляція клітора
Гармонійна сексуальна практика передбачає знання про природу клітора та його роль у жіночій фізіології. Трапляється, що чоловіки взагалі не знають про його існування або розташування. Нерідко вони не знають про високу чутливість клітора і починають секс із посиленої, дискомфортної, стимуляції клітора. Навіть сучасна сексуальна освіта нерідко зосереджується лише на функції розмноження, тоді як взаємне сексуальне задоволення слугує, поряд з іншим, основою стабільних стосунків. Освіта в питаннях жіночої анатомії і фізіології збудження покращує сексуальне життя.
До ерекції клітора (як і до ерекції пеніса) призводить, перш за все, прелюдія: сексуальні фантазії, поцілунки, стимуляція інших ерогенних зон, зокрема сосків.
Коли вагінальна лубрикація недостатня, стимуляція сухого клітора дискомфортна, у такому випадку допомагає його зволоження слиною або лубрикантами.
Техніка стимуляції клітора передбачає плавний початок з легких доторків і спостереження за реакціями партнерки. За бажання партнерки тиск на клітор, ритм та амплітуду рухів можна поступово посилювати, а напрямок змінювати, чергуючи різні типи стимуляції. Відслідкувавши або погодивши типи стимуляції, які викликають збудження, продовжують їх чергування, оскільки одноманітна стимуляція зменшує збудження. В період перед оргазмом необхідна посилена одноманітна стимуляція.

##### Пряма (зовнішня) стимуляція голівки
Ерекція клітора більша від безпосередньої маніпуляції з його голівкою, і менші від стимуляції інших ерогенних зон і статевого акту.
Найефективнішою є оральна стимуляція губами і язиком (кунілінгус). Кунілінгус може бути як заміною вагінального сексу, так і прелюдією перед ним.
Голівку клітора стимулюють: руками, пенісом (наприклад, при міжстегновому сексі), або фалоімітатором.
В лесбійській сексуальній практиці трибадизм дає широку кліторальну стимуляцію або взаємну стимуляцію під час суцільного контакту вульв.

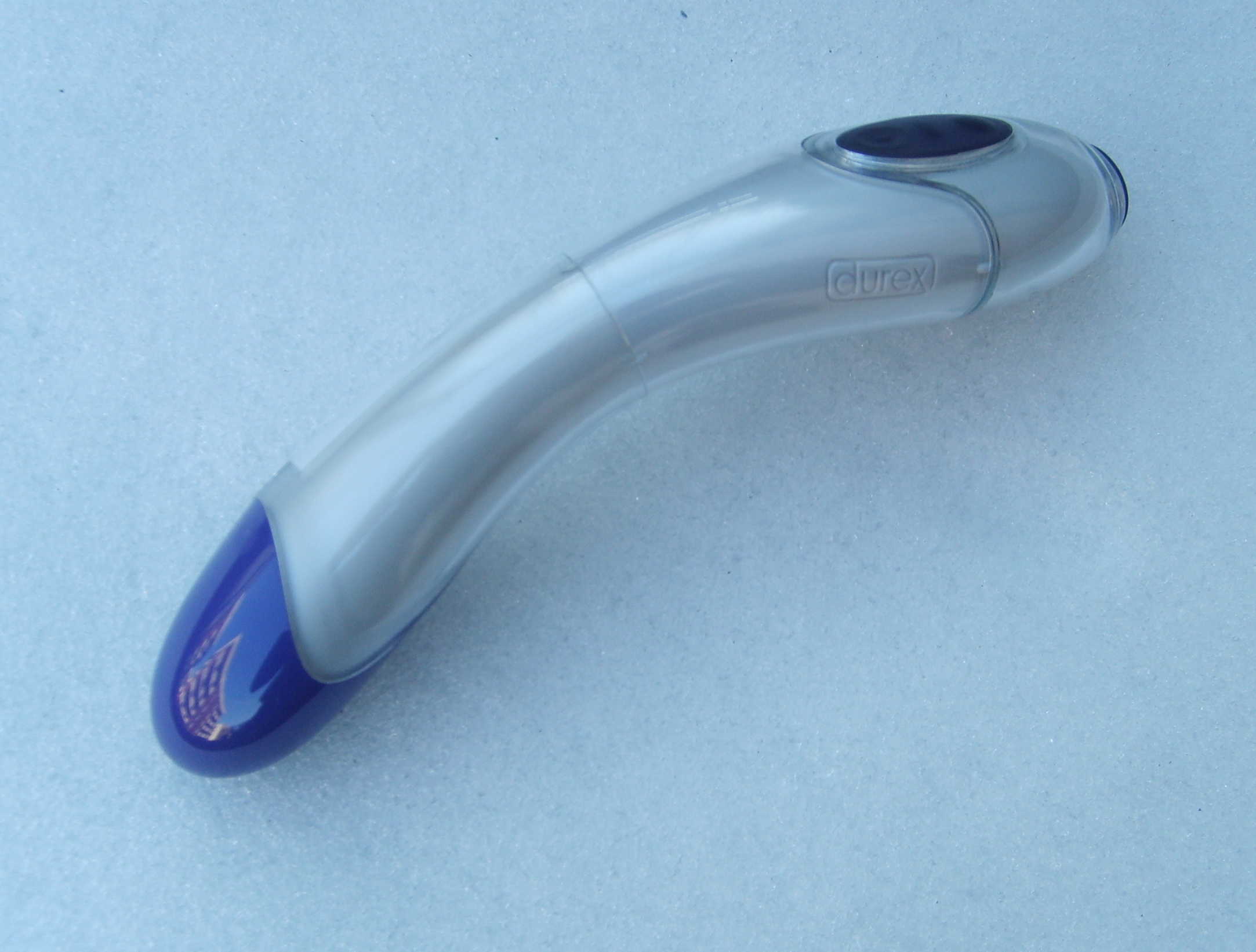
Вагінальний вібратор

Для прямої стимуляції клітора також вживають вібратори, зокрема, спеціальні кліторальні, або інші іграшки. Дія більшості з секс-іграшок для клітора заснована на вібрації регульованої сили, яка дозволяє стимулювати внутрішні структури клітора.
- Кліторальний вібратор — прилад, який викликає і посилює збудження, проводячи вібраційний масаж клітора або всієї вульви,
- Вакуумний стимулятор — стимулятор, дія якого засновується на усмоктуванні повітря,
- Кліторальна помпа — прилад, який складається з присоски, надіваної на вульву, з'єднаної шлангом з гумовою грушею,
- Вібратор-трусики — вібратор, який закріпляється на промежині за допомогою ремінців, схожих на міні-трусики,
- Віброметелики — вібратор з виступами по боках, схожими на крила метелика. Кріпиться на промежині аналогічно попередньому,
- Вібраційне кільце — складається з силіконового кільця та вібруючого елемента з виступом, що періодично діє на клітор партнерки[41],
- Вібронасадки на пальці рук — крихітні вібратори, які кріпляться на пальцях і застосовуються для еротичного масажу, Деякі жінки стимулюють клітор за допомогою подушки або іншого підхожого предмета, струменем води з душу, а також затискуванням клітора між ніг і гойданням[42].

##### Непряма стимуляція внутрішніх структур
Непрямим чином клітор стимулюється під час вагінального сексу: з залученням пеніса, пальців, фалоімітатора чи інших іграшок.
Оскільки пеніс під час коїтусу не може безпосередньо стимулювати клітор, у «місіонерській» позиції стимуляція йде від області лобкової кістки, порухів пахових ділянок при тісному контакті. Тому деякі жінки отримують більше задоволення в позах «жінка згори» або «статеве рівняння».
Анальний секс при певних анатомічних особливостях жінки також може непрямо стимулювати клітор, але значно слабше.

### Вплив фармакологічних препаратів
Механізм ерекції клітора аналогічний ерекції пеніса, отже, препарати, що посилюють кровотік до геніталій у чоловіків, справляють ту ж дію і на жінок. Деякі дослідники (Arthur L. Burnett) заявляють, що препарати, подібні силденафілу, можуть бути корисні для лікування жіночих сексуальних розладів: приплив крові не тільки ерегує клітор, але й сприяє виділенню лубрикації. На основі силденафілу розроблено препарат, який отримав назву «жіночої Віагри». Його дія проявляється у підвищенні лібідо і припливі крові до геніталій, що спричиняє кліторальну ерекцію.
На противагу чоловічій сексуальності, у процесі лікування жіночої сексуальної дисфункції часто вирішальну роль у процесі збудження відіграє психологічний аспект[джерело?].

## Клітор у культурі
Похідним від «сикель» є дієслово «секелятися», яке вживалось щодо взаємної мастурбації, петингу, трибадизму. «Секеляння або тьорка (занесений термін) стрічається і між парубоцтвом і дівоцтвом. Одначе про те не зібрано багато матеріалу, бо збирати його трудно. Коли оповідач хотів розказати якусь „казку“ про те, як секеляють ся великі, дівки з дівками або чоловіки з чоловіками, то не дали йому, бо казка занадто стидка», — пише в дослідженні «Жінка і її полове життє…» український етнограф Марко Грушевський.

### Ігнорування клітора
На відміну від вагіни і пеніса, клітору світові культури та релігії приділяли порівняно мало уваги. Це було пов'язано не тільки з його прихованістю, а й з його індиферентністю до розмноження, яке шанували та оспівували в геніталіях. Навіть давньоіндійський трактат «Камасутра», щедрий на поетичні імена для вагіни-йоні, для клітора знає лише одне — «курячий язичок». Сучасна англійська мова знає тільки медичну, латинську назву клітора — clitoris (скорочено — «clit»), яке-небудь питомо англійське слово для позначення його відсутнє. Про непопулярність клітора свідчить і відносно мала відомість його ненаукових, народних назв серед населення. Слов'янське «сикель» малопоширене. На відміну назв інших зовнішніх геніталій, «сикель» не має лайливих похідних, та сам непопулярний як лайка.
Канадський біолог і лінгвіст Брюс Бейджміл, дослідивши понад мільйон документів з понад 6 000 наукових журналів, виявив 539 статей про пеніс і всього 7 статей про клітор.
У 2000 році дослідники Ширлі Оглетрі та Гарві Джинсберг дійшли висновку, що слово «клітор» нехтується в широкому словоужитку. Переглянувши базу даних PsycINFO на предмет ужитку термінів з сексуальної тематики з 1887 до 2000, вони виявили, що penis згадано у 1482 джерелах, vagina — у 409, а clitoris згадали тільки 83 джерела. Додатково вони проаналізували 57 книжок з сексуальної освіти, згаданих у базі даних. У більшості з них головною обговорюваною частиною тіла був пеніс — він згадувався частіше, ніж клітор, вагіна та матка разом узяті. У період з 2000 року в Англії проводили дослідження підручників з сексуальної освіти. У 10 з 15 найтитулованіших видань не згадувалось слово «клітор» та не говорилося про жіночий оргазм.
Серед студентства коледжів США досліджено, що більшість з них певна, що жіночим відповідником пенісу є вагіна, яку вони вважають найчутливішою частиною жіночого тіла. Це супроводжується негативним ставленням до мастурбації і сексуальними передсудами.

### Поширення знань про клітор
У 2012 році американська художниця Софія Воллес зі штату Нью-Йорк розпочала мультимедійний проєкт «Cliteracy» (від clitoris literacy — «клітор-грамотність») з метою розвіяти хибні погляди щодо клітора. Засновані на томографічних дослідженнях Гелен О'Конелл, роботи Воллес показують з незвичайного боку вигляд та розміри клітора. Так, вони включають велику золоту модель клітора, споряджену механізмом, який приводить її у рух. Зроблена з допомогою скульптора Кеннета Томаса, вона детально зображає орган, з усіма внутрішніми структурами, всією будовою клітора і навіть можливістю «покататися» на ньому (це отримало назву «клітор-родео»). Представлений на Літньому Фестивалі The Wassaic Project у штаті Нью-Йорк 2013 року, атракціон мав незвичайний успіх.
У 2013 році гуманітарна група з боротьби з каліченням вульви (котре найчастіше включає видалення голівки клітора) Clitoraid («Допомога клітору») провела перший щорічний «Міжнародний тиждень клітор-лікнепу» (International Clitoris Awareness Week), який тривав з 6 до 12 травня. Доповідачка групи Надін Ґейрі (Nadine Gary) заявила, що їхньою метою є усунути масову безграмотність у питанні клітора, яка виникла унаслідок його «замовчування, паплюження, накладання табу і розглядання як чогось гріховного та нечистого протягом століть».
На честь клітора названий рід рослин родини бобових — «кліторія» (Clitória). Карл Лінней вибрав цю назву за схожість човника віночка їхніх квіток з клітором.
Часто релігійні приписи накладають табу на поширення інформації про ерогенні зони або обминають цю тему. Все це негативно впливає на сексуальне життя жінок. Виховання та релігійні переконання накладають відбиток на сприйняття клітора та його ролі у жіночому задоволенні, як і на жіночу сексуальність у цілому. Через це жінки можуть соромитись звертати увагу партнера на клітор і мастурбувати, стимулюючи клітор власноруч. Постійна сексуальна фрустрація може спричинити психологічні розлади.

## Захворювання
- Синдром постійного сексуального збудження — самовільне і некероване збудження геніталій жінок, з оргазмом чи без, без стосунку до почуття насолоди[55].

### Кліторомегалія

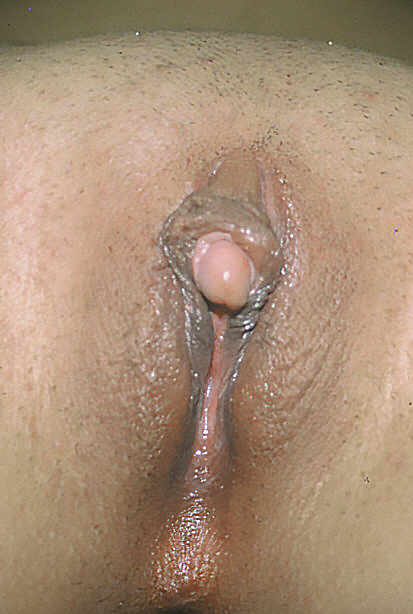
Кліторомегалія

Уявлення про нормальні розміри клітора базуються на вивченні жінок європеоїдної раси. Розміри клітора можуть значно різнитися залежно від раси. Перевищення голівкою клітора довжини в 4-5 мм і поперечної ширини в 3-4 мм розглядалося як гіпертрофія клітора (кліторомегалія). Проте в акушерській і гінекологічній літературі поширене визначення кліторомегалії як перевищення кліторального індексу (який дорівнює добутку його довжини на ширину) нормального значення у 35 мм. Це майже удвічі більше. Псевдокліторомегалія (псевдогіпертрофія клітора) це уявне збільшення клітора у дівчаток унаслідок мастурбації: маніпуляції зі шкірою каптура приводять до її пошкоджень, які поширюються на весь клітор і малі статеві губи. Це створює ілюзію збільшення клітора.

### Кліторизм
«Кліторизм» (Кліторальний пріапізм) — рідкісний медичний стан, який іноді класифікується як складова СПСЗ, при якому ерегований клітор не повертається до спокійного стану протягом тривалого часу (від кількох хвилин до кількох днів), попри відсутність фізичної та психологічної стимуляції. Синдром може також пов'язуватися з морфометричними і судинними видозмінами клітора. Деякі ліки можуть спричинити або посилити кліторизм. Тразодон відомий здатністю викликати чоловічий пріапізм як побічну дію, але відомий єдиний задокументований випадок, коли він спричинив кліторизм. Задокументовані випадки припливу крові до клітора після уживання нефазодону (приплив крові не завжди викликає кліторизм). Кліторизм може бути також викликаний припиненням уживання антипсихотичних препаратів або селективних інгібіторів зворотного захоплення серотоніну. СПСЗ є відносно рідкісним, і, оскільки як окреме від кліторизму явище його досліджують тільки з 2001 року, він поки мало вивчений. У засвідчених випадках він спричинявся вадами тазових артерій і вен, які забезпечують кровотік до клітора. Оперативне лікування було ефективним.

## Хірургічні втручання

### Пірсинг клітора
У сучасному пірсингу клітор прикрашають кільцями, півкільцями, штангами. На голівці пірсинг роблять вкрай рідко, насамперед через ризик пошкодити численні нерви, кваліфікація майстра має бути дуже високою. До того ж, голівка клітора у більшості жінок замала для такого проколу (з жінок, які просять зробити пірсинг голівки, приблизно 90-95 % анатомічно не підходять для нього). Навіть у жінок з досить великим клітором каптур може защільно прилягати до нього, що робить носіння прикрас неможливим. Більшість пірсингу роблять на кліторальному каптурі: вертикальний та горизонтальний пірсинг каптура, пірсинг в основі каптура («трикутник»), глибокий пірсинг тіла клітора («Ізабелла»), пірсинг верху каптура («Кристина»), пірсинг між голівкою клітора та каптуром («Нефертіті»).

### Зменшення клітора
В ряді випадків голівку клітора зменшують хірургічно: при кліторомегалії або з естетичних міркувань, попри відсутність патології. Побічним ефектом операції може стати значне зниження або відсутність оргазму.

### Оголення клітора
Це хірургічне втручання проводять, коли малі статеві губи закривають голівку клітора, знижуючи її чутливість і оргастичні відчуття (аноргазмія клітора). Операція схожа з обрізанням крайньої плоті пеніса, але підвищує чутливість. Побічний ефект — порушення сечовипускання через близьке розташування клітора й уретри, що проходить через кілька днів.

### Ритуальне калічення клітора
Релігія, звичаї чи забобони деяких народів досі приписують ритуально видаляти голівку клітора (клітіродектомія) без медичних причин. Подібні операції практикувалися в імперії інків. Іспанський єзуїт Хуан Анелло Оліве свідчить, що у столиці інків Куско існував храм Амаруканча, де поклонялися ідолу у вигляді величезного змія, який поглинав скорпіона. Священник пише, що змій для інків був символом сили Творця Всесвіту, а жалом скорпіона вважався жіночий клітор — «протиприродне чоловіче начало у жінці». Подібні погляди вимагали видалення клітора у дівчаток.
У частині світу досі видаляють голівку клітора здоровим дівчаткам. В Африці клітор видаляють дівчаткам від 5 до 12 років. Колискою клітородектомії є північ Африки — Марокко, Алжир, Туніс, Лівія та ін. Операцію часто помилково пов'язують з ісламом — релігією, яка панує у цих країнах, але у мусульман Азії ця практика не зустрічається. Можливо, це є пережитком стародавніх доісламських вірувань. Це є складовою обрядів ініціації, хоча жіночі ініціації зустрічаються набагато рідше за чоловічі (вважається, що дівчинка переходить до дорослого життя з менархе або втратою цноти).
Подібна традиція існує й у єгипетських коптів, яка, можливо, йде з часів фараонів. Відомі свідоцтва практики жіночого обрізання серед вищих верств Стародавнього Єгипту.
На відміну від видалення крайньої плоті у чоловіків, яка сприймається терпимо у західному світі, обрізання жінок не має гігієнічних чи медичних причин, шкодить фізичному та психічному здоров'ю жінок, призводячи до ПТСР, інших психічних розладів, аноргазмії. За сучасними дослідженнями, єдина мета обряду — приниження жінки і підпорядкування її чоловічим бажанням і потребам, адже видалення голівки клітора відбирає у жінки можливість отримувати сексуальне задоволення.

## Клітор у тварин

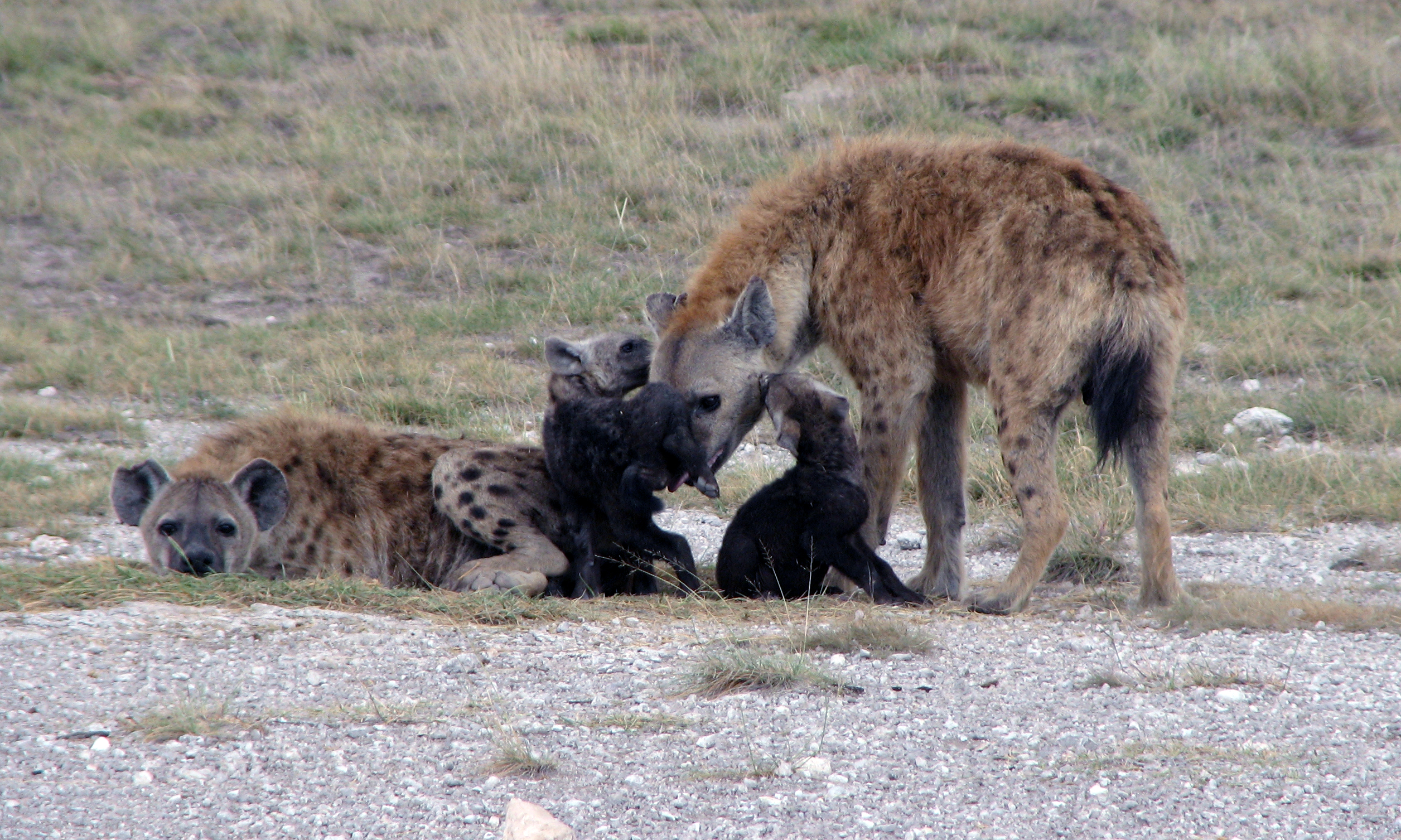
Плямисті гієни

Клітор присутній у самиць всіх плацентарних ссавців. У деяких видів він може мати незвичну форму та розміри.
Клітор самиць плямистої гієни сягає 15 см, нагадуючи пеніс самців. Окрім того, у ситуаціях, коли необхідно проявити своє домінування, він може набухати і випрямлятися. Усередині клітора походить сечівник, який закінчується отвором на кінці. Вагіни, як такої, нема: вона видозмінилася у жирове утворення, яке нагадує мошонку. Ця анатомічна особливість обумовлена еволюційними змінами і особливістю гормональної системи, можливо, це своєрідна адаптація материнського організму. Така особливість гієн спричинила виникнення хибного уявлення про їхній гермафродитизм і здатність міняти стать.

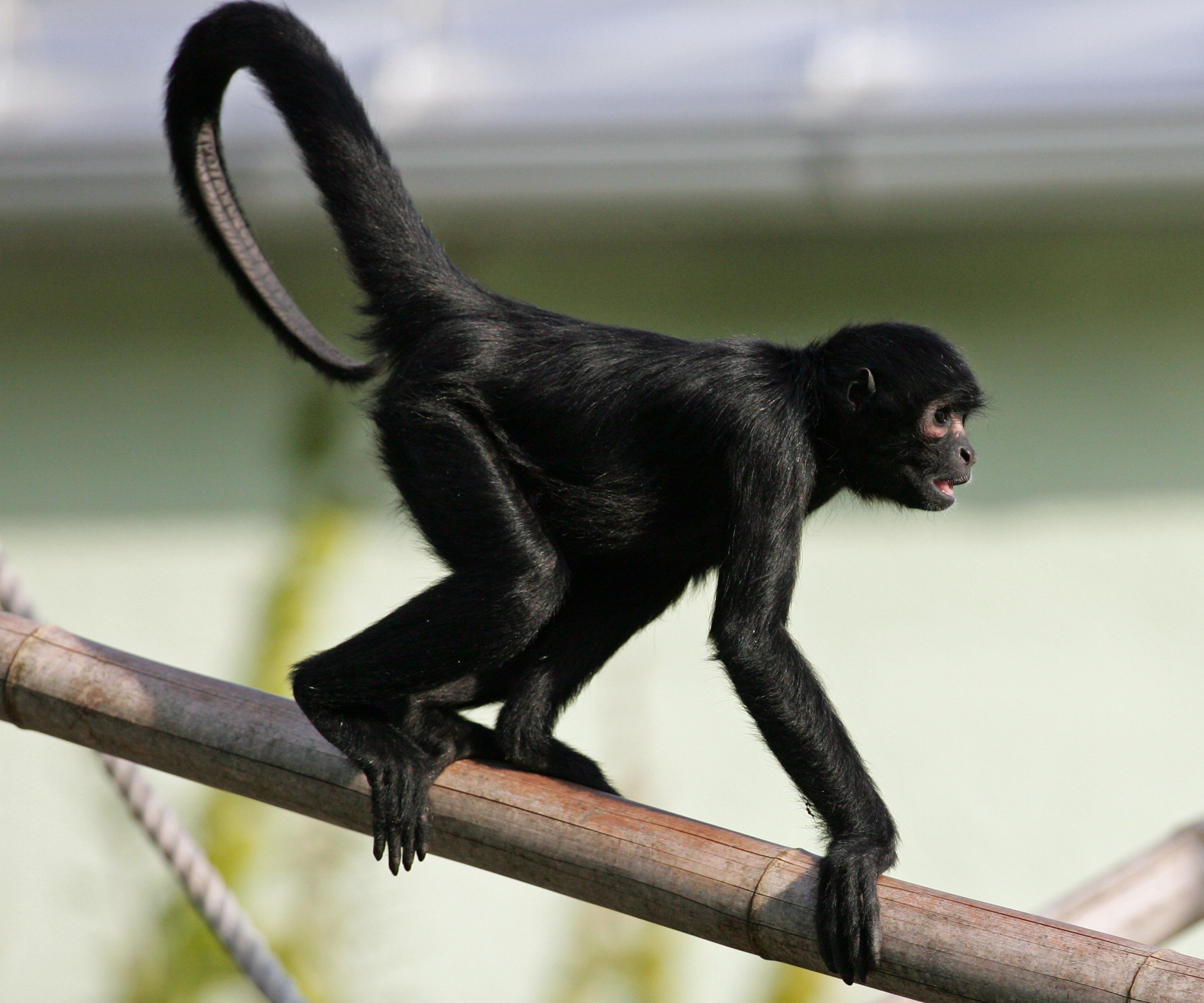
Мавпа-павук

Великий клітор мають самиці мавпи-павука, не поступаючись довжиною пенісу. Він має знизу жолобок, прикритий складками шкіри, утворюючи подобу сечівника усередині. Така особливість ускладнює ідентифікацію мавп: самці відрізняються лише наявністю мошонки. Зоологи припускають, що клітор дозволяє розкидати на велику відстань краплини сечі, яка є пахучим знаком для самців. Нема даних, які підтверджували якусь роль клітора під час парування, але відомо, що самці обмацують та вивчають клітор самиці перед тим, як спаруватися з нею.
Незвичайну будову можуть мати клітори самиць деяких видів ведмедів (грізлі, американські чорні ведмеді, білі ведмеді). Міфи інуїтів розповідають про «самців-матерів» ведмедів, які народжують ведмежат через отвір у пенісі, такі ж оповідання існують у папуасів на Нових Гебридах — про самиць диких свиней. Дійсно, у деяких популяціях цих ведмедів у близько 20 % самиць пологовий канал проходить через клітор.
У самиць багатьох плацентарних ссавців у кліторі присутня кліторальна кісточка або «баубелюм» (лат. baubellum, os clitoridis), аналогічна бакулюму самців. Вона виявлена у деяких представників рядів гризунів, хижаків, приматів.
Найбільший клітор має самиця синього кита. Довжина його видимої частини (голівки) становить 8 см, повна довжина може сягати майже метра.